# Statistisches Landesamt Baden-Württemberg

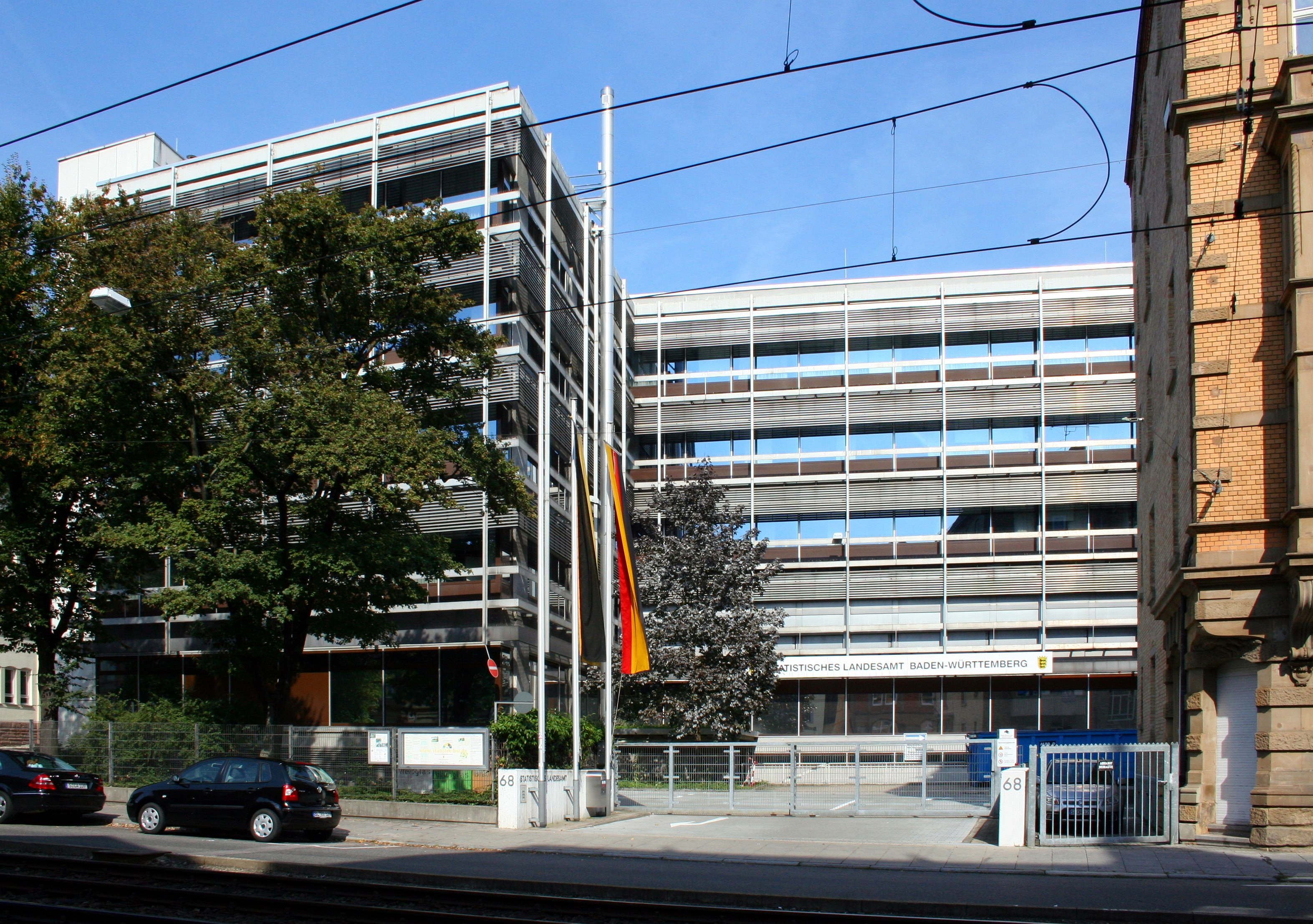
Ehemaliges Gebäude des Statistischen Landesamtes in Stuttgart

Das Statistische Landesamt Baden-Württemberg ist eine Landesoberbehörde und gehört zum Geschäftsbereich des Finanzministeriums des Landes. Es erhebt, sammelt und analysiert statistische Daten und Informationen zu Wirtschaft, Gesellschaft und Umwelt.
Das Informationsangebot des Statistischen Landesamtes schafft eine wesentliche Voraussetzung, um unsere gegenwärtige gesellschaftliche Lage realistisch zu beurteilen, künftige Entwicklungen abzuschätzen, sachgerecht zu planen, sparsam und effektiv zu wirtschaften und Entscheidungen zu kontrollieren.
Diese Aufgaben einer Informationsdienstleistungsbehörde nimmt das Statistische Landesamt Baden-Württemberg gemeinsam mit den anderen Statistischen Landesämtern, den kommunalen Statistikämtern, dem Statistischen Bundesamt und dem Statistischen Amt der Europäischen Union (Eurostat) wahr. Als Einrichtung der amtlichen Statistik sind sie den strengen Grundsätzen der Neutralität, Objektivität, wissenschaftlichen Unabhängigkeit, Geheimhaltung von Einzeldaten, Datenschutz und der Legalität verpflichtet.
Das Statistische Landesamt Baden-Württemberg ist der zentrale Statistik-Dienstleister des Landes Baden-Württemberg und ist für die Erstellung von Statistiken zuständig. Dies erfolgt in der Regel auf Anordnung des Bundes oder der Europäischen Union und nach gesetzlichen Vorgaben.

## Grundsätze
Nach dem Landesstatistikgesetz von Baden-Württemberg (§1 LStatG) hat die amtliche Statistik des Landes (Landes- und Kommunalstatistik) im föderativ gegliederten Gesamtsystem der amtlichen Statistik die Aufgabe, entsprechend dem Informationsbedarf von Bund, Ländern, Gemeinden und Gemeindeverbänden, Gesellschaft, Wirtschaft, Wissenschaft und Forschung laufend Daten über Massenerscheinungen zu erheben, zu sammeln, aufzubereiten, darzustellen und zu analysieren. Sie gewinnt die statistischen Informationen unter Anwendung wissenschaftlicher Erkenntnisse und unter Einsatz der jeweils sachgerechten Methoden und Informationstechniken; dabei gelten für sie die Grundsätze der Neutralität, Objektivität, wissenschaftlichen Unabhängigkeit und statistischen Geheimhaltung.

## Aufgaben
Nach § 3 des Landesstatistikgesetzes hat das Statistische Landesamt Baden-Württemberg folgende Aufgaben
1. EG-, Bundes- und Landesstatistiken zu erheben und aufzubereiten und statistische Ergebnisse zusammenzustellen, auszuwerten, darzustellen und zu veröffentlichen,
2. Landesstatistiken methodisch und technisch vorzubereiten und weiterzuentwickeln sowie bei der Vorbereitung und Weiterentwicklung von EG- und Bundesstatistiken mitzuwirken,
3. das Landesinformationssystem (LIS-BW) zu betreiben sowie inhaltlich und technisch weiterzuentwickeln,
4. Volkswirtschaftliche Gesamtrechnungen und andere Gesamtsysteme statistischer Daten für Landeszwecke darzustellen und zu veröffentlichen,
5. wissenschaftliche Analysen, Prognosen und Modellrechnungen auf der Grundlage statistischer Daten in Zusammenarbeit mit dem Statistischen Bundesamt und den statistischen Ämtern der anderen Länder oder im Benehmen mit der fachlich zuständigen obersten Landesbehörde und dem Finanzministerium vorzunehmen,
6. auf Anforderung insbesondere der Kommission der Europäischen Gemeinschaften, oberster Bundesbehörden oder oberster Landesbehörden im Einvernehmen mit dem Finanzministerium Forschungsaufträge auszuführen, Gutachten zu erstellen und sonstige Arbeiten statistischer Art durchzuführen,
7. die Behörden und Gerichte des Landes, die Gemeinden, Landkreise, Verwaltungsgemeinschaften, den Verband Region Stuttgart und die Nachbarschaftsverbände sowie die sonstigen der Aufsicht des Landes unterstehenden juristischen Personen des öffentlichen Rechts in statistischen Angelegenheiten zu beraten und zu unterstützen,
8. an der Vorbereitung von Rechts- und Verwaltungsvorschriften mitzuwirken, die die Bundes- oder Landesstatistik betreffen,
9. sonstige durch Rechtsvorschrift oder die fachlich zuständige oberste Landesbehörde im Einvernehmen mit dem Finanzministerium übertragene Aufgaben wahrzunehmen.

### Landesinformationssystem Baden-Württemberg LIS-BW
Auf der Grundlage des Landesstatistikgesetzes (§17) führt das Statistische Landesamt ein Landesinformationssystem (LIS-BW). Dieses hat die Aufgabe, Daten und Auswertungsmethoden für Zwecke der Planung, Entscheidung und Entscheidungskontrolle im öffentlichen Bereich bereitzustellen und der allgemeinen Nutzung zugänglich zu machen.
Inhalt des LIS-BW sind Abzüge von Datenbeständen staatlicher Stellen.
Die Aufnahme von Daten anderer Stellen in das LIS-BW und die Vermittlung von Daten aus anderen Systemen ist zulässig. Personenbezogene Daten darf das LIS-BW nur enthalten, wenn sie allgemein zugänglich sind. Bei der Auswahl der Daten und Auswertungsmethoden des LIS-BW wird die Landesregierung vom Landesausschuss für Information beraten. Dem Landesausschuss für Information gehören je fünf Vertreter des Landtags und der Landesregierung an. Den Vorsitz führt der Finanzminister.

### FaFo FamilienForschung Baden-Württemberg
Die interdisziplinär angelegte FaFo-BW besteht seit Mitte 1982. Sie wurde vom Sozialwissenschaftler und Präsidenten des Statistischen Landesamtes Max Wingen (1930–2005) gegründet. Die Tätigkeitsfelder der FaFo-BW sind: Demografische Analysen, Familienstrukturen, Familiensoziologie, Geschlechterrollen, sozialökonomische Strukturen von Familien, Familie und Arbeitswelt, Kinderbetreuung, Frauen, Familien- und Sozialpolitikbeobachtung.
Die Forschungsergebnisse der FaFo-BW tragen zur Unterrichtung von Politik und Öffentlichkeit über die Belange von Familien bei. Darüber hinaus berät die FaFo-BW Kommunal-, Landes- und Bundeseinrichtungen bei familien- und familienpolitikrelevanten Fragen.

## Geschichte des Statistischen Landesamtes Baden-Württemberg und seiner Vorgänger

### Statistisch-Topographisches Bureau des Königreichs Württemberg
Im Königreich Württemberg wurde 1821 ein Statistisch Topografisches Bureau des Königreichs Württemberg, die früheste Vorgängerbehörde der Statistischen Landesamtes Baden-Württemberg gegründet.

### Großherzogliches Statistisches Bureau Baden
1852 Gründung eines Großherzoglichen Statistischen Bureaus im Geschäftsbereich des Ministeriums des Innern. Bis zur Gründung des Amtes wurden statistische Aufgaben – zum Beispiel für den Zollverein – von den badischen Ministerien in eigener Regie durchgeführt. 1855 erscheint das erste Heft der „Beiträge zur Statistik der Inneren Verwaltung des Großherzogtums Baden“. Es enthält die Verwaltungsgliederung Badens und ein Ortsverzeichnis mit bevölkerungsstatistischen Daten des Jahres 1852.
1860 Das Statistische Bureau wird dem neu gegründeten Handelsministerium unterstellt. Mit dieser Unterstellung und einem hauptamtlichen Amtsvorstand wird die badische Statistik von einer unabgestimmten Ressortstatistik zu einem übergreifenden und querschnittsorientierten System entwickelt.
1865 Ernennung des Statistischen Bureaus zur „selbständigen Staatsstelle“ mit unabhängiger Tätigkeitserfüllung. Ab 1868 erscheint das „Statistische Jahrbuch für das Großherzogtum Baden“, dann 1869 in unregelmäßiger Folge die „Statistischen Mitteilungen über das Großherzogtum Baden“.

### Württembergisches Statistisches Landesamt
Das Württembergische Statistische Landesamt war seit dem Ende des Ersten Weltkriegs eine Behörde des freien Volksstaates Württemberg (bis zum Ende der NS-Diktatur). Das Landesamt war Rechtsnachfolger des Statistisch-Topographischen Bureaus des Königreichs Württemberg.
Am 18. September 1928 erfolgte die Verordnung des Finanzministeriums des Landes Württemberg über eine Dienstordnung des Statistischen Landesamts, nach der das Amt die Aufgaben hat
1. Angaben über alle staatlichen und gesellschaftlichen Erscheinungen, die für Verwaltung und Wissenschaft von Bedeutung sein können, zu sammeln, zu verarbeiten und zu veröffentlichen
2. bei der Reichsstatistik in dem durch Gesetz und Übung bestimmten Umfang sowie die Bearbeitung der Ergebnisse der Reichsstatistik mitzuwirken
3. die Ausführung der Landesstatistik, d. h. alle für Württemberg im Besonderen zu machenden Erhebungen, die von dem zuständigen Ministerium angeordnet oder von dem Statistischen Landesamt selbst für zweckmäßig erachtet werden sowie
4. die geografische, statistische und geschichtliche Beschreibung des Landes zu betreiben.

Als weitere Aufgaben werden dem Statistischen Landesamt übertragen: die topografische und geologische Landesaufnahme und die Herstellung, Fortführung und Vervielfältigung entsprechender Karten, die Beobachtung und Erforschung der meteorologischen und geophysikalischen Verhältnisse des Landes durch die Landeswetterwarte.
Während der Weimarer Republik hatte das Württembergische Statistische Landesamt den umfassendsten Aufgabenbereich.
1935 erfolgte die Ausgliederung der Meteorologischen Abteilung. Bedingt war dies durch die Entwicklung der Luftfahrt. Die Reichsregierung hatte am 6. April 1934 die „Verordnung über den Reichswetterdienst“ erlassen; danach gehörten die Aufgaben der Wetterbeobachtung in den Geschäftsbereich des Reichsministers der Luftfahrt, Hermann Göring.
Weitere Ausgliederungen wurden 1936 mit der Topographischen Abteilung und Bildung eines Topographischen Büros im Geschäftsbereich des württembergischen Innenministeriums sowie 1939 mit der Ausgliederung der Geologischen Abteilung des Württembergischen Statistischen Landesamtes und Eingliederung in die „Reichsstelle für Bodenforschung“ vorgenommen.
Kriegsbedingt musste das Württembergische Statistische Landesamt 1943 in Bad Wildbad im Nordschwarzwald seinen temporären Amtssitz nehmen. 1944 erfolgte die Auslagerung der Bibliotheksbestände und von Datenmaterial auf das Schloss Wachenburg im damaligen Landkreis Horb und 1945 nach Ellwangen (Jagst) in Ostwürttemberg.
1945 wurde das Württembergische Statistische Landesamt aufgelöst.

### Badisches Statistisches Landesamt
1897 Landesherrliche Verordnung durch Großherzog Friedrich von Baden
und Umbenennung des Bureaus in „Statistisches Landesamt Baden“. Das Amt und die Landesstatistik erhalten eine neue Organisation, werden den badischen Zentralbehörden gleichgestellt und dem Ministerium des Innern unterstellt.
1945 Auflösung des Statistischen Landesamts Baden.

### Württembergisches Statistisches Landesamt in Tübingen
1946 entsteht aus der französischen Statistik-Dienststelle in Tübingen das statistische Amt für das Bundesland Württemberg-Hohenzollern. Dieses Amt betreut auch den bayerischen Kreis Lindau, der als einziger bayerischer Kreis nicht zur amerikanischen, sondern zur französischen Besatzungszone gehört.

### Bureau de Statistiques et d’Etudes Economique auprès du Gouvernement Militaire de Bade
Im Herbst 1945 wird in Freiburg von der französischen Besatzungsadministration eine statistische Dienststelle eingerichtet. Hauptaufgabe des Amtes ist die Sammlung industriestatistischer Daten.

### Deutsches Statistisches Landesamt für Baden – französisches Besatzungsgebiet
1946 wird vom Badischen Innenministerium ein Statistisches Amt eingerichtet, dessen Tätigkeit mit dem Bureau de Statistiques et d’Etudes Economique auprès du Gouvernement Militaire de Bade abgestimmt werden.

### Office de statistique de Constance
In Konstanz befindet sich die statistische Zentralstelle der französischen Militäradministration. Diese Stelle bereitet das von den statistischen Landesämtern bzw. den statistischen Stellen der französischen Besatzungsmacht übermittelte Datenmaterial mit einer Hollerith-Anlage zu Ergebnissen der französischen Besatzungszone auf. Darüber hinaus werden auch Sondererhebungen wie die „Werkzeug-Maschinen-Zählung“ von 1946 durchgeführt. Diese dienen der logistischen Planung der mehrfachen französischen Demontagen insbesondere in den Industriegassen des schwäbischen Albtraufs.

### Statistisches Landesamt Baden
1947 werden das Bureau de Statistiques et d’Etudes Economique auprès du Gouvernement Militaire de Bade und das Statistische Landesamt für Baden zum späteren Statistischen Landesamt Baden zusammengefasst. Das Amt geht 1952 nach der Gründung des Bundeslandes Baden-Württemberg im Statistischen Landesamt Baden-Württemberg auf.

### Statistisches Landesamt in Karlsruhe
Das Statistische Landesamt in Karlsruhe existiert nur wenige Monate in der unmittelbaren Nachkriegszeit bis zum Juni 1946. Das Erhebungs- und Auswertungsprogramm wird im Wesentlichen vom Stuttgarter Statistischen Amt in Abstimmung mit der amerikanischen Besatzungsadministration gestaltet.

### Statistisches Landesamt in Stuttgart
Ende 1945 wird in Stuttgart ein organisatorisches Provisorium für den Statistischen Dienst eingerichtet, in das das nach Bad Wildbad verlagerte Personal und die in das Schloss Wachendorf ausgelagerten Bibliotheksbestände zurückkehren.

### Statistisches Landesamt Württemberg-Baden
1946 Fusion der Statistischen Landesämter in Stuttgart und in Karlsruhe. Das Amt geht 1952 mit der Gründung Baden-Württembergs im Statistischen Landesamt Baden-Württemberg auf.

### Statistisches Landesamt Baden-Württemberg
1952 In einem Überleitungsgesetz verbleibt das Statistische Landesamt im Geschäftsbereich des Finanzministeriums. Die bis dahin selbstständigen Ämter in Tübingen und Freiburg werden den Ämtern in Stuttgart und Karlsruhe unterstellt.
1953 Mit der Gründung des neuen Bundeslandes Baden-Württemberg wird durch Bekanntmachung des Innenministeriums Baden-Württemberg ein Statistisches Landesamt mit Sitz in Stuttgart verfügt. Die Ämter in Karlsruhe, Freiburg und Tübingen werden für eine Übergangsfrist als Außenstellen beibehalten. Die Auflösung dieser Außenstellen wird 1955 endgültig vollzogen.
1953 Die Geologische Abteilung des Statistischen Landesamtes wird aus dem Amt ausgegliedert und in Freiburg das Geologische Landesamt Baden-Württemberg errichtet.
1969 Im Rahmen der Gebiets- und Verwaltungsreformen beauftragt die Landesregierung ein Konzept für ein Landesinformationssystem und eine Regionaldatenbank zu erstellen.
1991 Die amtliche Statistik erhält auch in Baden-Württemberg eine landesgesetzliche Grundlage, das Landesstatistikgesetz (LStatG). Damit werden die bis dahin gültigen Rechtsgrundlagen vom 18. September 1928 für den württembergischen Landesteil und vom 8. Juli 1897 für den badischen Landesteil aufgehoben.
2024 Das Statistische Landesamt zog zum 1. März nach Fellbach um.

## Behördenleitung

### Württembergisches Statistisches Landesamt
- 1914–1922: Karl von Haffner wurde in Fortsetzung seiner Funktion im königlichen Statistischen Amt der erste Präsident des – nun republikanischen – Württembergischen Statistischen Landesamtes.
- 1922–1930: Hermann Julius Losch war von 1893 bis 1930 leitend Beschäftigter der württembergischen Statistischen Ämter, ab 1922 übernahm er als Präsident die Leitung des Württembergischen Statistischen Landesamtes. Bereits 1904 besuchte Losch das Bureau of the Census in Washington und lernt dort Holleriths Lochkartenverfahren kennen. Für die Volkszählung 1910 konnte Losch, gestützt auf eingehende Rentabilitätsuntersuchungen, mit Zustimmung des Finanzministeriums einen Vertrag mit der Deutschen Hollerithgesellschaft (später IBM) abschließen. Das Württembergische Statistische Landesamt führte damit die maschinelle Datenverarbeitung in Württemberg ein. Aus organisatorischen und sozialpolitischen Gründen wurde die maschinelle Datenverarbeitung nach dem Ersten Weltkrieg eingestellt. Während des Ersten Weltkriegs war Losch Mitglied des wirtschaftlichen Kriegsausschusses und danach Vorstand der Landespreisstelle. Losch war einer der ersten Statistiker, der sich mit der volkswirtschaftlichen Gesamtrechnung und der Sozialproduktsberechnung beschäftigt. Er verfasste über 40 Publikationen insbesondere zu „Volksvermögen, Volkseinkommen und ihre Verteilung“. Als erster Statistiker beschäftigte er sich mit der Pendelwanderung, der Losch den wissenschaftlichen Namen gab. Losch vereinbarte 1927 mit dem Schwäbischen Albverein, dass dieser jährlich mindestens 25.000 Wanderkarten im Maßstab 1 : 50 000 abnimmt, damit war trotz knapper Haushaltsmittel die rasche Erscheinungsfolge der Wanderkarten garantiert.
- 1930–1933: Otto Müller war nomineller Nachfolger von Losch. Tatsächlich wird das Amt von Otto Trüdinger (1866–1949) geführt, einem Schüler von v. Rümelin. Trüdinger trat bereits 1893 in den Statistischen Dienst. Von 1915 bis 1923 war er zunächst zweiter, dann erster Vorsitzender der Landespreisstelle. Auf Trüdinger geht die erfolgreiche Weiterentwicklung der Landwirtschaftsstatistik zurück.
- 1933–1938: Karl Hermann Seeger (1873–1950), der seit 1929 ständiger Delegierter des württembergischen Finanzministeriums beim Württembergischen Statistischen Landesamt war, übernahm 1933 die Leitung des Amtes. Während seiner Amtszeit wurden die Abteilungen Meteorologie, Topografie und Geologie vom Statistischen Amt losgelöst. Ihm gelang es, die wissenschaftliche Arbeitsweise der württembergischen Statistik zu erhalten. 1938 trat Seeger in den Ruhestand. 1939 bis 1943 wurde er für den statistischen Dienst reaktiviert.
- 1938–1945: Josef Griesmeier (1891–1969) begann 1929 als Statistiker seinen Dienst im Württembergischen Statistischen Landesamt. Von 1938 bis 1945 leitete er als Direktor das Amt. 1946 verlor er im Rahmen eines Entnazifizierungsverfahrens seine Funktionen. Er war gewähltes Mitglied des Internationalen Statistischen Institutes und im Vorstand und später Ehrenmitglied der Deutschen Statistischen Gesellschaft. Ab 1936 lehrte Griesmeier Statistik an der Universität Tübingen, die ihn 1941 zum Honorarprofessor ernannte. Nach dem Zweiten Weltkrieg war er Lehrbeauftragter an der TH Stuttgart. Forschungsschwerpunkte Griesmeiers waren die Zusammenhänge zwischen wirtschaftlicher und sozialer Entwicklung, Wanderungsbewegungen seit der Bauernbefreiung, Urbanisation, Pendelwanderung und Wahlverhalten.

### Statistisches Landesamt Württemberg-Hohenzollern in Tübingen
Von 1947 bis 1949 leitete Ellynor Eichert das Statistische Landesamt Württemberg-Hohenzollern. Eichert kam über den Schuldienst und das Office de statistique de Constance nach Tübingen. Danach übernahm Carl Kessner (1892–1964) die Leitung des Amtes bis zu dessen Auflösung 1953. Von 1927 bis 1945 war Kessner Leiter des Statistischen Amtes der Stadt Stuttgart.

### Großherzogliches Statistisches Bureau in Baden
Von 1852 bis 1863 führte Rudolf Dietz das Statistische Bureau im Ministerium des Innern des Großherzogtums Baden. Dietz wechselte 1860 mit dem Bureau in den Zuständigkeitsbereich des badischen Handelsministeriums. Unter Dietz wurde das erste badische Gemeindeverzeichnis mit den Ergebnissen der Zollvereinszählung (Volkszählung) von 1852 veröffentlicht.
Von 1863 bis 1894 leitete der Philologe Friedrich Hardeck (1826–1894) das Bureau. 1865 wurde er Leiter der neu geschaffenen und selbstständigen „Staatsstelle für Statistik“. 1866 zum Legationsrat beim „Ministerium des großherzoglichen Hauses und der Auswärtigen Angelegenheiten“ ernannt, behielt er die Leitung des Statistischen Bureaus jedoch bei. Hardeck wurde wegen seines Engagements für die Reichsstatistik zum Ehrenmitglied des Internationalen Instituts ernannt. Unter Hardeck wurden die statistischen Ergebnisse in verschiedenen Publikationsreihen (u. a. Statistische Mitteilungen für das Großherzogtum Baden, Statistisches Jahrbuch, Gemeindelexikon) breit gestreut.
Von 1894 bis 1897 leitete Gustav Lange (1855–1925) das Bureau. Er setzte sich bei der badischen Regierung erfolgreich dafür ein, dem Statistischen Bureau den höheren Status einer Zentralbehörde und eines Landesamtes zu verleihen. Durch eine landesherrliche Verordnung erhielt das Amt eine neue Organisationsform und zusätzliche Kompetenzen. 1897 übernahm Lange (1855–1925) die Leitung des neu geschaffenen Badischen Statistischen Landesamtes. 1908 erhielten die auf Verwaltung und Wissenschaft ausgerichteten Veröffentlichungen eine möglichst einfache und populäre Darstellung. Lange forcierte die Beteiligung der amtlichen Statistik auf Messen und Ausstellungen sowie den Einsatz grafischer Darstellungen wie Karten und Diagramme.
1920 ging die Leitung des Amtes auf den Agrarwissenschaftler Moriz Hecht (1869–1952) über. Während des Ersten Weltkrieges war er zudem Leiter des Kriegswucheramtes, dem er bis 1921 vorstand. Daneben war Hecht Lehrbeauftragter für praktische Wirtschaftslehre an der TH Karlsruhe. Den damaligen Sparmaßnahmen begegnete Hecht mit einer erfolgreichen Sponsoren-Politik. Besonders engagierte sich Hecht für die badische Regionalstatistik.
1933 bis zum Kriegsende 1945 leitete der ehemalige Polizeipräsident von Karlsruhe Paul Hauser (1880–1969) das Amt. Unter seiner Führung musste das Amt die bis dahin erfolgreiche Veröffentlichungspolitik einstellen, da Statistiken zunehmend als Verschlusssachen behandelt wurden.

### Statistisches Landesamt für Baden – französisches Besatzungsgebiet und späteres Statistisches Landesamt Baden
1946 bildete die französische Besatzungsadministration für ihr eigenes Verwaltungsterritorium ein eigenes Statistisches Amt, zu dessen Leitung bis zur Auflösung des Amts im Jahr 1953 Victor Wolters eingesetzt wurde.

### Statistisches Landesamt Baden-Württemberg
In der amerikanischen Besatzungszone führte ab 1945 der katholische Sozialwissenschaftler und Statistiker Paul Jostock (1895–1965) die Statistischen Landesämter Württemberg in Stuttgart und Nordbaden in Karlsruhe. Ab 1953 war er Präsident des durch Zusammenlegung mit den Landesämtern in Freiburg und Tübingen entstandenen Statistischen Landesamtes Baden-Württemberg. Jostock trat 1927 in den Dienst des Deutschen Statistischen Reichsamtes ein, wo er sich mit der Weiterentwicklung der deutschen Volkseinkommens- und Volksvermögensstatistik einen großen wissenschaftlichen Ruf erwarb. Er beschäftigte sich kritisch mit Sozialismus, Kapitalismus und Kollektivismus und entwarf Konzepte für soziale Reformen, die auf dem Subsidiaritätsprinzip der katholischen Soziallehre aufbauen. Ministerialrat Griesmeier war der Ständige Vertreter von Jostock.
Von 1962 bis 1967 führte der Wirtschaftswissenschaftler und ehemaliger Landtags- und Bundestagsabgeordneter Staatsrat Friedrich Werber (1901–1981) das Amt. Unter Werber gewannen die württembergische Tradition der Landesbeschreibung und eine verstärkte Öffentlichkeitsarbeit insbesondere durch die monographische Beschreibung der damaligen 72 Stadt- und Landkreise Baden-Württembergs an Bedeutung. Die dafür zuständige Abteilung Landesbeschreibung wurde am 1. September 1964 der Staatlichen Archivdirektion unterstellt.
Von 1968 bis 1980 leitete der Volkswirt und Historiker Klaus Szameitat (1914–1985) das Amt. Schwerpunkt seiner Arbeiten war die Weiterentwicklung der erhebenden amtlichen Statistik, sowie der Prognose- und Analysetätigkeit und insbesondere der Volkswirtschaftlichen Gesamtrechnung der Länder und die Leitung des gleichnamigen Arbeitskreises (AK-VGR d.L.). Unter Szameitat wurde mit dem Aufbau einer statistischen Regionaldatenbank (RDB) und dem Landesinformationssystem Baden-Württemberg (LIS-BW) begonnen. Szameitat trat 1938 in die Dienste des Statistischen Reichsamtes ein, wechselte 1945 nach Auflösung des Reichsamtes zum Bayerischen Statistischen Landesamt und 1948 zum Statistischen Bundesamt, wo er bis zu seinem Wechsel in das Statistische Landesamt Baden-Württemberg als Abteilungspräsident für die „Allgemeinen Organisation der Statistik und die Allgemeine Auslandsstatistik“ verantwortlich war. 1961 wurde Szameitat zum Mitglied des Internationalen Statistischen Instituts gewählt.
Von 1980 bis 1992 leitete der Wirtschafts- und Sozialwissenschaftler Max Wingen (1930–2005) das Amt. Zuvor war er Referatsleiter im Bundesfamilienministerium für Sozialpolitik, Grundsatzfragen der Familienpolitik, Familienforschung und bevölkerungspolitische Fragen. 1991 ging er als Ministerialdirektor und Leiter der Abteilung Sozialhilfe ins Bundesministerium für Familie, Senioren, Frauen und Jugend zurück. Wingens Arbeitsschwerpunkte waren Familienwissenschaft und Demografie. Dazu gründete er im Statistischen Landesamt die Familienwissenschaftliche Forschungsstelle FaFo. Er verfasste Zahlreiche Analysen zur Sozioökonomie der Familie, zu Familienlasten und zum Familienleistungsausgleich, zur Vereinbarkeit von Erwerbsarbeitswelt und Familie, sowie theoretische Grundlagenwerke der Familienwissenschaft. Wingen wirkte als Honorarprofessor an der Ruhr-Universität Bochum und als Honorarprofessor für Bevölkerungswissenschaft und Familienpolitik an der Universität Konstanz.
Von 1992 bis 2001 war der Agrar- und Wirtschaftswissenschaftler Staatssekretär i. e. R. Eberhard Leibing (* 1940) Amtsleiter. 2001 wurde Leibing zum Direktor des Landtags von Baden-Württemberg ernannt. Leibing intensivierte die Kundenorientierung durch professionelles Marketing und die Errichtung einer eigenen Abteilung für Informationsdienste. Durch Kosten- und Leistungsrechnung gab er dem Amt eine betriebswirtschaftliche Ausrichtung. Er engagierte sich für die Beibehaltung des Subsidiaritätsprinzips im Verhältnis zur EU und zur Bundesstatistik und für die Unabhängigkeit der Statistik von politischen Einflüssen. Leibing forcierte die Prognosetätigkeit für Baden-Württemberg und führt eine eigene Konjunkturbeobachtung für das Land ein. Unter seiner Leitung werden die Neuen Bundesländer in die Volkswirtschaftlichen Gesamtrechnungen integriert.
Von 2002 bis 2007 führte die Juristin Gisela Meister-Scheufelen (* 1956) das Statistische Landesamt, 2007 wird sie zur Ministerialdirektorin des Finanzministeriums Baden-Württemberg ernannt. Als ehemalige Leiterin des Landesgewerbeamts Baden-Württemberg und ehemalige Staatssekretärin für Wirtschaft und Technologie des Berliner Senats vertiefte sie die Beziehungen zur Wirtschaft und deren Verbänden. Ein besonderer Schwerpunkt ihrer Arbeit lag in der Problematisierung von Politik und Gesellschaft für den demografischen Wandel. Unter Meister-Scheufelens Führung wurde die Produktpalette des Statistischen Landesamtes den neuen Kommunikationstechniken und -gewohnheiten angepasst und erheblich ausgeweitet. Besonderen Anteil hat Meister-Scheufelen an der Entwicklung und Umsetzung eines Masterplanes für die deutsche amtliche Statistik. Im Vordergrund standen dabei die Entlastung von Berichtspflichtigen und die Einführung elektronischer Meldewege. Ihr besonderer Einsatz galt der Erhaltung des föderalen Systems der deutschen amtlichen Statistik.
2007 übernahm Carmina Brenner (* 1957) die Führung des Amtes. Bis zu ihrer Amtsübernahme war Brenner Mitglied des Landtags von Baden-Württemberg. Im Oktober 2020 begab sie sich aus gesundheitlichen Gründen in den vorzeitigen Ruhestand. Seit Januar 2021 leitet die Ökonomin Anke Rigbers das Statistische Landesamt. Zuvor war Rigbers Stiftungsvorständin der Evaluationsagentur Baden-Württemberg.